# Juan José Millás
Juan José Millás (ur. 31 stycznia 1946 w Walencji) – hiszpański pisarz i dziennikarz.
Gdy miał sześć lat jego rodzina zamieszkała w Madrycie. Przez wiele lat współpracował z dziennikiem z tego miasta – "El País". Jako prozaik debiutował w 1975 (Cerbero son las sombras). Jego twórczość była wielokrotnie nagradzana, w 2007 za powieść El Mundo otrzymał Premio Planeta. W Polsce wydano trzy książki Hiszpana: Ostatnią wizję topielca, Porządek alfabetyczny i Z cienia. Druga z powieści składa się z dwóch części, z których pierwsza kojarzona jest z Alicją w Krainie Czarów Lewisa Carrolla.

## Polskie przekłady
- Ostatnia wizja topielca (Visión del ahogado 1977)
- Porządek alfabetyczny (El orden alfabético 1998)
- Z cienia (Desde la sombra 2016)[1]

## Dzieła wydane w Hiszpanii
- Cerbero son las sombras (1975)
- El jardín vacío (1981)
- Papel mojado (1983)
- Letra muerta (1983)
- El desorden de tu nombre (1986)
- Primavera de luto (1989)
- La soledad era esto (1990)
- Volver a casa (1990)
- Ella imagina (1994)
- Tonto, muerto, bastardo e invisible (1995)
- Algo que te concierne (1995)
- Trilogía de la soledad (1996)
- No mires debajo de la cama (1999)
- Dos mujeres en Praga (2002)
- Cuentos de adúlteros desorientados (2003)
- Hay algo que no es como me dicen (2004)
- Todo son preguntas (2005)
- María y Mercedes (2005)
- El ojo de la cerradura (2006)
- Laura y Julio (2006)
- Sombras sobre sombras (2006)
- El mundo (2007)
- Los objetos nos llaman (2008) – 75 opowiadań podzielonych na dwie części: Los orígenes i La vida
- Lo que sé de los hombrecillos (2010)
- Vidas al límite (2012)
- La Mujer Loca (2014)

## Nagrody
- Premio de Periodismo Francisco Cerecedo (Dziennikarska Nagroda Francisco Cerecedo), 2005
- Premio Planeta za autobiograficzna powieść El mundo, 2007
- doctor honoris causa Uniwersytetu w Oviedo (Galicja), 2007
- Premio Nacional de Narrativa, 2008